# Жуковка (Одинцовский район)
Жу́ковка — деревня в Одинцовском городском округе Московской области России. Расположена на правом берегу Москвы-реки, в 9 км от МКАД по Рублёво-Успенскому шоссе. До 2019 года входила в состав сельского поселения Барвихинское. Вблизи деревни находятся коттеджные посёлки Жуковка-2 и Жуковка-3.
В деревне родился Герой Советского Союза Пётр Зюзин.

## История
Деревня Жуковка была основана в 1926 году. Её предшественником было древнее село Луцкое (ранее известное также как Лужское и Лутское), находившееся на левом низком берегу Москвы-реки. Оно впервые упоминается в завещании Московского великого князя Василия Тёмного (1461 год). Село Луцкое регулярно страдало от весенних паводков. Поэтому в 1924 году крестьяне ходатайствовали о переносе всего селения на новое место, и им выделили участок из бывшей лесной дачи великого князя Дмитрия Павловича на противоположном высоком берегу Москва-реки. Переселение жителей Луцкого началось в 1926 году и завершилось к середине 1950-х годов. Первоначально новое селение называлось Ново-Луцкое, но затем было переименовано в Жуковку по названию находившегося здесь леса. Крестьяне не смогли полностью раскорчевать новые наделы. Впрочем, это сыграло положительную роль: до сих пор повсюду сохранились могучие сосны и дубы, липы и берёзы, свободно растущие как на улицах, так и на самих участках. Эти остатки леса придают деревне необычайную живописность.
В 1930-е годы Жуковка превратилась в дачный посёлок советской элиты. Затем рядом с Жуковкой были построены дачные посёлки Совета министров СССР и ЦК КПСС с двухэтажными деревянными дачами, домами культуры, спортивными площадками и хозяйственно-управленческими службами. Был также построен небольшой посёлок академических дач. В разные годы здесь жили лидер испанских коммунистов Долорес Ибаррури, авиаконструктор Яковлев, лётчики Громов и Байдуков, академики Сахаров и Челомей, министр культуры Фурцева, дочь Брежнева Галина. Здесь в 1960-е годы на даче у Ростроповичей нашёл приют опальный тогда писатель Солженицын. После отставки до самой смерти здесь жил Вячеслав Молотов.
В начале XXI века среди известных жителей — бывший премьер-министр Виктор Черномырдин, бывший руководитель НК «ЮКОС» Михаил Ходорковский, актриса Татьяна Друбич, секретарь Союза России и Белоруссии Павел Бородин, художник Илья Глазунов, основатель «Евросети» Евгений Чичваркин.
Рядом с деревней был построен дом отдыха «Жуковка» Совета министров СССР. 
В деревне установлен памятник погибшим землякам.
6 декабря 2015 года в Жуковке открылся крупный еврейский религиозно-культурный центр.

## Жуковка-2
Бывший дачный посёлок Совета министров СССР. Сейчас принадлежит Управлению Делами Президента РФ. Унитарный комплекс «Жуковка-2» включает в себя не только жуковские дачи, но также ильинские, усовские и санаторий «Петрово-Дальнее» на Ильинском шоссе. Старые дачные дома унитарного комплекса в большинстве — деревянные. В 1990-е годы и позже здесь было построено много новых коттеджей. В посёлке находятся гимназия «Жуковка», детский сад, спортзалы, теннисные корты (один закрытый и два открытых), волейбольная и баскетбольная площадка, фитнес-зал, бассейн, зимой заливается каток. Также в посёлке располагаются: клиника японской косметологии, ресторан, автосервис и другие объекты. 

## Население
| 2002 | 2006 | 2010 |
| ---- | ---- | ---- |
| 449  | →449 | ↗489 |